# Claudia Comte
Claudia Comte (* 1983 in Grancy) ist eine Schweizer bildende Künstlerin aus dem Kanton Waadt.

## Werdegang
Claudia Comte studierte von 2004 bis 2007 an der Ecole Cantonale d’Art de Lausanne (ECAL). 2010 erhielt sie den Master of Art in Science of Education von der Haute Ecole de Pédagogique, Visual Arts, in Lausanne.

## Werk
Comte arbeitet vor allem mit Holz und graphischen Mustern. Sie produzierte ein «beachtlich differenziertes, viel beachtetes Œuvre». Ausstellungen erfolgten unter anderem im Baltimore Museum of Art und im Museum of Modern Art in New York. 2017 erfolgte die erste Übersichtsschau im Kunstmuseum Luzern unter dem Titel «10 Rooms, 40 Walls, 1059 m²». Für ihr Schaffen ist das Handwerk zentral: Die Künstlerin sägt, schleift, fräst, poliert.

## Auszeichnungen
- 2014: Swiss Art Award
- 2018: Prix 2018 der Fondation Irène Reymond, Schweiz
- 2018: Kulturförderpreis der Alexander Clavel Stiftung, Riehen, Switzerland